# Liomer
Liomer est une commune française située dans le département de la Somme, en région Hauts-de-France.

## Géographie

### Localisation
Liomer est un village picard du Vimeu.
Limitrophe de Beaucamps-le-Vieux, la localité est située à 28 km au sud d'Abbeville, 35 km au sud-ouest d'Amiens et à 50 km au nord-ouest de Beauvais à vol d'oiseau.
Le territoire de la commune est limitrophe de ceux de cinq communes.
Les communes limitrophes sont Arguel, Beaucamps-le-Vieux, Brocourt, Le Quesne et Villers-Campsart.

### Géologie et relief
La superficie de la commune est de 3,89 km2 ; son altitude varie de 99  à   180 mètres.

### Hydrographie

#### Réseau hydrographique

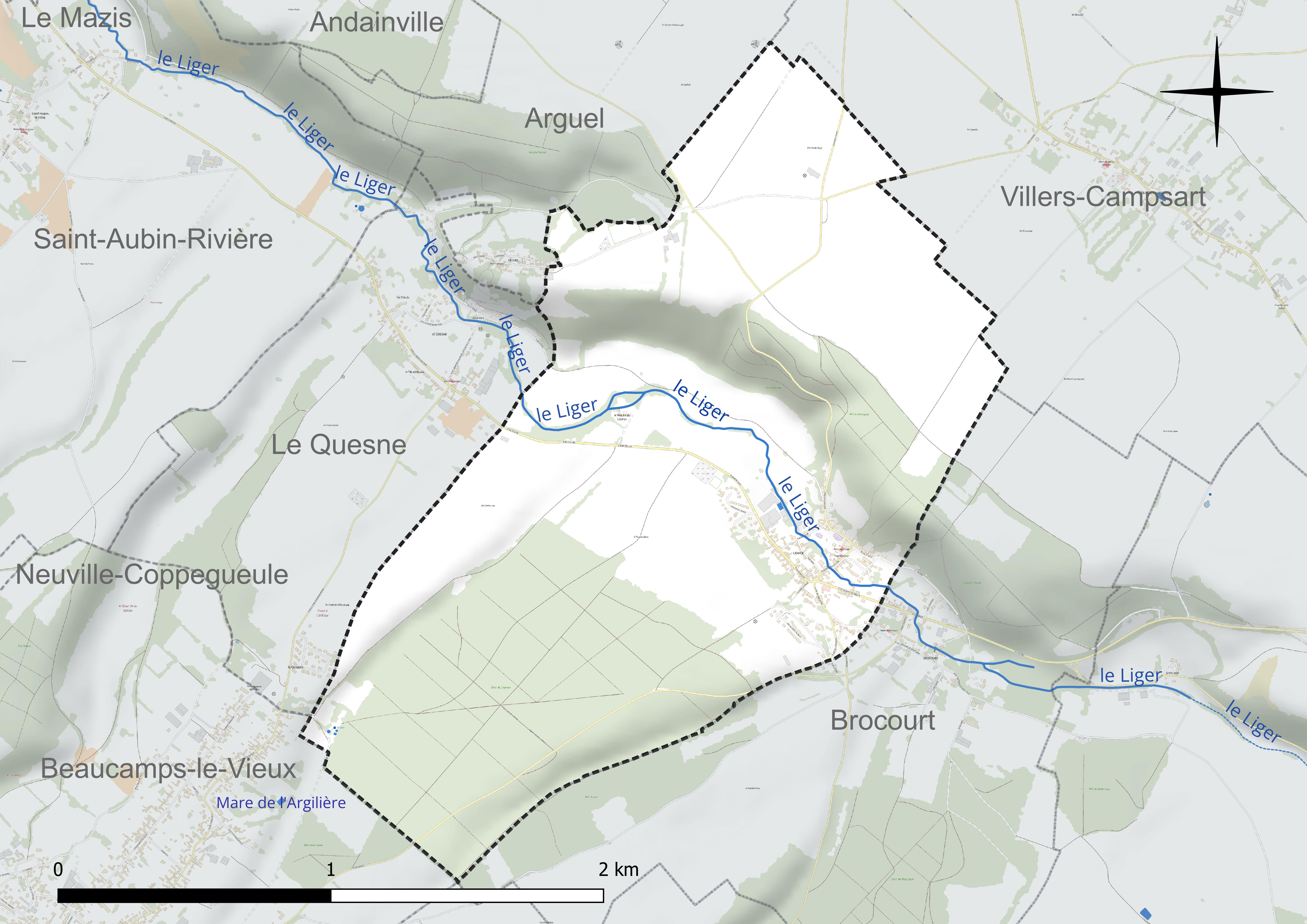
Réseau hydrographique de Liomer.

La commune est traversée par la ligne de partage des eaux entre les bassins hydrographiques Artois-Picardie et Seine-Normandie. Elle est drainée par le Liger.
Le Liger, d'une longueur de 14 km, prend sa source dans la commune de Lafresguimont-Saint-Martin et se jette  dans la Bresle à Senarpont, après avoir traversé huit communes.

#### Gestion et qualité des eaux
Le territoire communal est couvert par le schéma d'aménagement et de gestion des eaux (SAGE) « Vallée de la Bresle ». Ce document de planification concerne un territoire de 748 km2 de superficie, délimité par le bassin versant de la Bresle. Le périmètre a été arrêté le 7 avril 2003 et le SAGE proprement dit a été approuvé le 18 août 2016. La structure porteuse de l'élaboration et de la mise en œuvre est le syndicat mixte d'aménagement, de gestion et de valorisation du bassin de la Bresle.
La qualité des cours d'eau peut être consultée sur un site dédié géré par les agences de l'eau et l'Agence française pour la biodiversité.

### Climat
Pour des articles plus généraux, voir Climat des Hauts-de-France et Climat de la Somme.
En 2010, le climat de la commune est de type climat océanique dégradé des plaines du Centre et du Nord, selon une étude du CNRS s'appuyant sur une série de données couvrant la période 1971-2000. En 2020, Météo-France publie une typologie des climats de la France métropolitaine dans laquelle la commune est exposée à un climat océanique et est dans la région climatique Côtes de la Manche orientale, caractérisée par un faible ensoleillement (1 550 h/an) ; forte humidité de l'air (plus de 20 h/jour avec humidité relative > 80 % en hiver), vents forts fréquents.
Pour la période 1971-2000, la température annuelle moyenne est de 10 °C, avec une amplitude thermique annuelle de 13,6 °C. Le cumul annuel moyen de précipitations est de 792 mm, avec 12,3 jours de précipitations en janvier et 8,5 jours en juillet. Pour la période 1991-2020, la température moyenne annuelle observée sur la station météorologique la plus proche, située sur la commune d'Oisemont à 12 km à vol d'oiseau, est de 11,1 °C et le cumul annuel moyen de précipitations est de 801,4 mm,. Pour l'avenir, les paramètres climatiques de la commune estimés pour 2050 selon différents scénarios d'émission de gaz à effet de serre sont consultables sur un site dédié publié par Météo-France en novembre 2022.

## Urbanisme

### Typologie
Au 1er janvier 2024, Liomer est catégorisée commune rurale à habitat dispersé, selon la nouvelle grille communale de densité à sept niveaux définie par l'Insee en 2022.
Elle est située hors unité urbaine et hors attraction des villes,.

### Occupation des sols

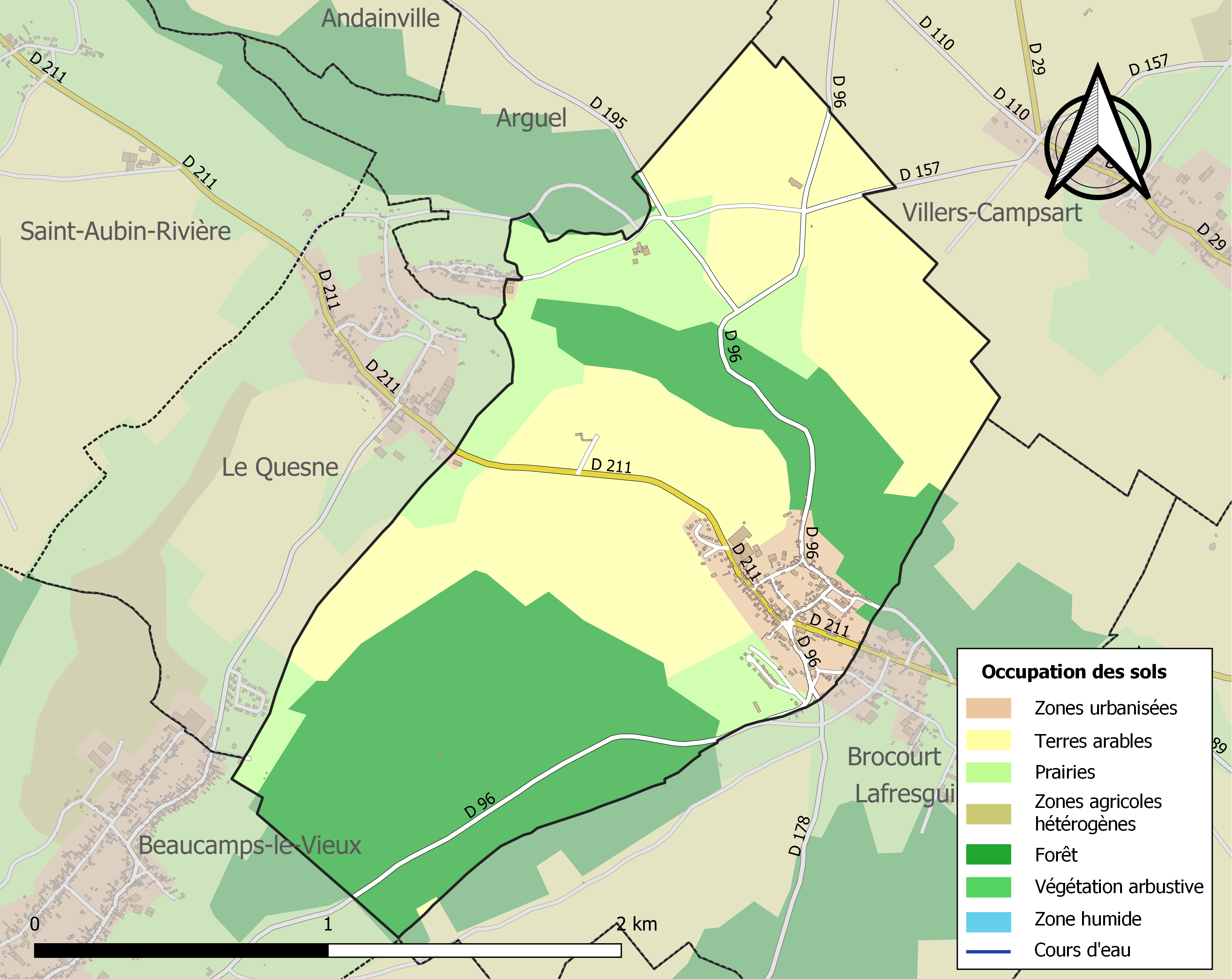
Carte des infrastructures et de l'occupation des sols de la commune en 2018 (CLC).

L'occupation des sols de la commune, telle qu'elle ressort de la base de données européenne d'occupation biophysique des sols Corine Land Cover (CLC), est marquée par l'importance des territoires agricoles (55,9 % en 2018), une proportion sensiblement équivalente à celle de 1990 (56 %).
La répartition détaillée en 2018 est la suivante : terres arables (42,9 %), forêts (38,6 %), prairies (13 %), zones urbanisées (5,5 %).
L'évolution de l'occupation des sols de la commune et de ses infrastructures peut être observée sur les différentes représentations cartographiques du territoire : la carte de Cassini (XVIIIe siècle), la carte d'état-major (1820-1866) et les cartes ou photos aériennes de l'IGN pour la période actuelle (1950 à aujourd'hui).

### Habitat et logement
En 2021, le nombre total de logements dans la commune était de 172, alors qu'il était de 171 en 2016 et de 177 en 2011.
Parmi ces logements, 85,5 % étaient des résidences principales, 5,8 % des résidences secondaires et 8,7 % des logements vacants. Ces logements étaient pour 96,5 % d'entre eux des maisons individuelles et pour 2,9 % des appartements.
Le tableau ci-dessous présente la typologie des logements à Liomer en 2021 en comparaison avec celle de la Somme et de la France entière. Une caractéristique marquante du parc de logements est ainsi la faible proportion des résidences secondaires et logements occasionnels (5,8 %) par rapport au département (8,4 %) et à la France entière (9,7 %).
| Typologie                                               | Liomer | Somme | France entière |
| ------------------------------------------------------- | ------ | ----- | -------------- |
| Résidences principales (en %)                           | 85,5   | 83,1  | 82,2           |
| Résidences secondaires et logements occasionnels (en %) | 5,8    | 8,4   | 9,7            |
| Logements vacants (en %)                                | 8,7    | 8,5   | 8,1            |

### Voies de communication et transports
En 2019, la localité est desservie par la ligne d'autocars no 4 (Blangy-sur-Bresle - Amiens) et la ligne no 32 du réseau Trans'80, Hauts-de-France, chaque jour de la semaine sauf le dimanche et les jours fériés.

## Toponymie
Le nom de la localité est attesté sous les formes Lionmes en 1164 ; Lyonmers en 1249 ; Lyonmes en 1262 ; Liomers en 1262 ; Liomes en 1301 ; Lyommers en 1472 ; Liomers en 1646 ; Lioniers — Lionniers — Liomert en 1648 ; Lioniez en 1657 ; Liommers en 1695 ; Leomer en 1698 ; Liomer en 1757 ; Lihomer en 1761.

## Histoire

### Révolution française et Empire
Un important incendie a détruit 45 maisons du bourg en mai 1810.

### Époque contemporaine
Le bourg est desservi de 1891 à 1948 par  la ligne du chemin de fer secondaire du réseau départemental de la Somme, venant d'Amiens, et qui atteint Aumale (Seine-Maritime) en 1901 puis Envermeu en 1906.
Seconde Guerre mondiale

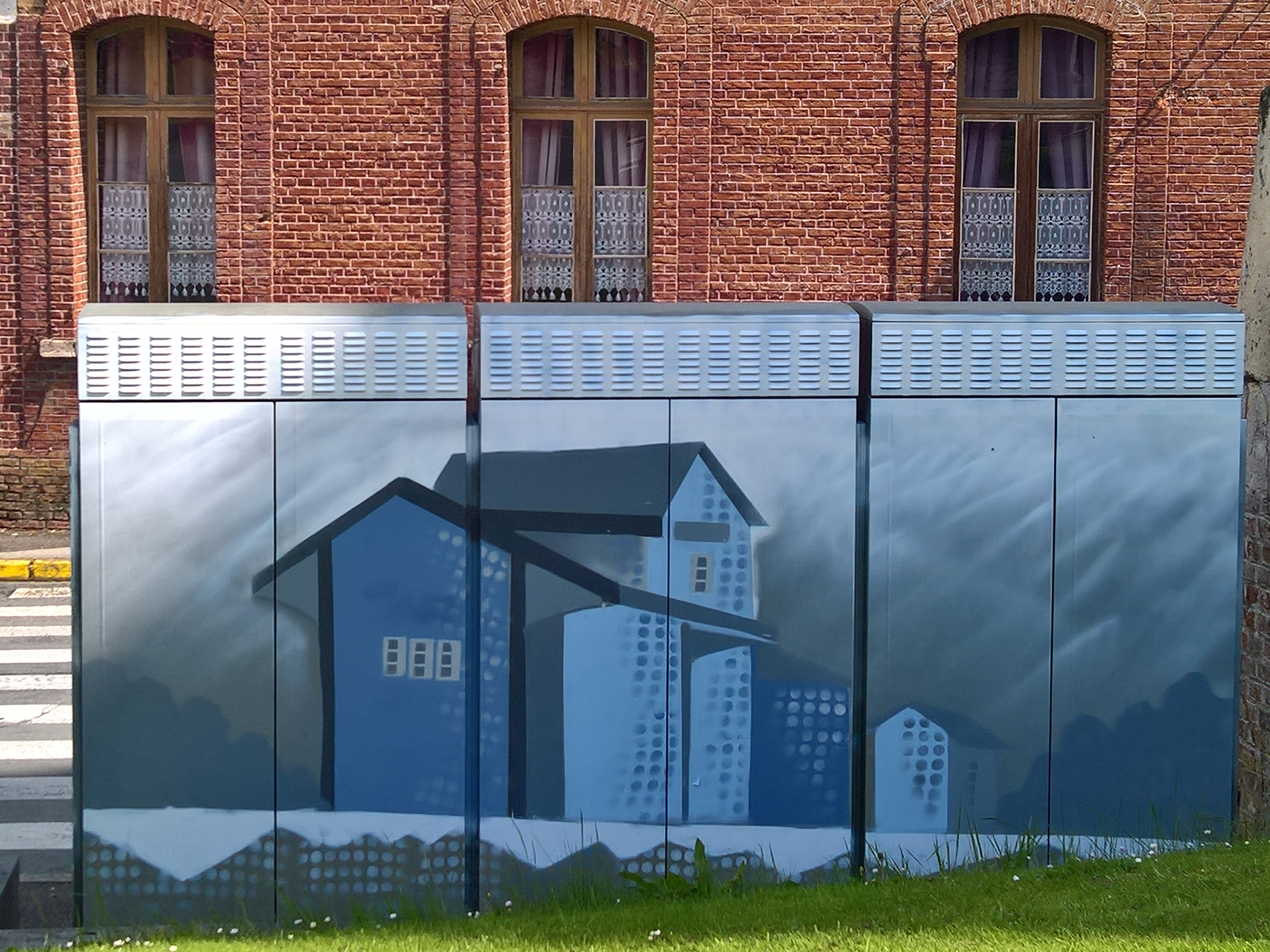
Illustration de la gare de Liomer - Braucourt sur du mobilier urbain à côté de l'église en 2019.

Pendant la Seconde Guerre mondiale, la Résistance française est très active dans le secteur. Par ailleurs, l'occupant  construit des rampes de V1 dans les bois environnants.
Le 17 août 1944, les populations de Liomer et Brocourt sont malmenées. Les deux villages sont entourés par des troupes dirigées par des SS, aux premières heures du jour. Les femmes, les personnes âgées et les enfants sont regroupés dans la cour de l'hôtel de ville par l'occupant allemand. Les hommes sont rassemblés sur la place pour être emprisonnés à Amiens. Les villageois qui tentent de fuir sont abattus. L'abbé Michel Lyonneau, parlant allemand, entreprendra des négociations qui permettront la libération des personnes arrêtées.

## Politique et administration

### Rattachements administratifs et électoraux
La commune se trouve dans l'arrondissement d'Amiens du département de la Somme. Pour l'élection des députés, elle fait partie depuis 2012 de la quatrième circonscription de la Somme.
Liomer fut chef-lieu de canton de 1790 à 1802, année à laquelle celui-ci devint le canton de Hornoy-le-Bourg. Dans le cadre du redécoupage cantonal de 2014 en France, la commune est intégrée au canton de Poix-de-Picardie.

### Intercommunalité
La commune était membre de la communauté de communes du Sud-Ouest Amiénois, créée en 2004.
Dans le cadre des dispositions de la loi portant nouvelle organisation territoriale de la République du 7 août 2015, qui prévoit que les établissements publics de coopération intercommunale (EPCI) à fiscalité propre doivent avoir un minimum de 15 000 habitants, la préfète de la Somme propose en octobre 2015 un projet de nouveau schéma départemental de coopération intercommunale (SDCI) qui prévoit la réduction de 28 à 16 du nombre des intercommunalités à fiscalité propre du département.
Ce projet prévoit la « fusion des communautés de communes du Sud-Ouest Amiénois, du Contynois et de la région d'Oisemont », le nouvel ensemble de 37 412 habitants regroupant 120 communes,. À la suite de l'avis favorable de la commission départementale de coopération intercommunale en janvier 2016, la préfecture sollicite l'avis formel des conseils municipaux et communautaires concernés en vue de la mise en œuvre de la fusion.
La communauté de communes Somme Sud-Ouest (CC2SO), dont est désormais membre la commune, est ainsi créée au 1er janvier 2017.

### Liste des maires
| Période                                  | Période                       | Identité                    | Étiquette             | Qualité |
| ---------------------------------------- | ----------------------------- | --------------------------- | --------------------- | --- |
| Les données manquantes sont à compléter. |                               |                             |                       | |
|                                          |                               |                             |                       | |
| juin 1791                                | décembre 1793                 | Jean Baptiste Joseph Clairé |                       | Notaire Président de l'administration municipale du canton de Liomer (12 brumaire an IV → 1800). |
| novembre 1795                            | mars 1797                     | Joseph Lefebvre             |                       | Marchand épicier Agent municipal |
| avril 1797                               | mai 1803                      | Louis André Cauchoix        |                       | Cultivateur Agent municipal puis maire |
|                                          |                               |                             |                       | |
| avril 1824                               | février 1848                  | Pierre Louis Waré           |                       | Notaire, juge de paix Conseiller d'arrondissement d'Hornoy-le-Bourg (1833 → 1852) |
|                                          |                               |                             |                       | |
|                                          |                               | M. Hénocque                 | Bonapartiste          | Notaire Suspendu par le préfet de la Somme le 28 septembre 1874 |
|                                          |                               |                             |                       | |
| 1892                                     | 1908                          | Octave Macrez,              | Républicain de gauche | Médecin Conseiller d'arrondissement d'Hornoy-le-Bourg (1895 → 1932) Officier de l'Instruction publique Chevalier de la Légion d'honneur                                                              |
|                                          |                               |                             |                       | |
| 1919                                     | 1925                          | Octave Macrez,              | Républicain de gauche | Médecin Conseiller d'arrondissement d'Hornoy-le-Bourg (1895 → 1932) Président du conseil d'arrondissement d'Amiens (1915 → 1932) Officier de l'Instruction publique Chevalier de la Légion d'honneur |
|                                          |                               |                             |                       | |
|                                          | mars 1983                     | Christian Pouilleute        |                       | Professeur de français |
| mars 1983                                | mars 1989                     | André Lhermurier            |                       | |
| mars 1989                                | En cours (au 18 janvier 2025) | Colette Michaux,            | PS                    | Proviseure de lycée retraitée Conseillère régionale de Picardie (2004 → 2010) Réélue pour le mandat 2020-2026                                                                                        |

## Équipements et services publics

### Enseignement
Les enfants de la commune sont scolarisés dans un regroupement pédagogique intercommunal (RPI) géré par un syndicat de communes qui regroupe Daméraucourt, Dargies, Elencourt, Sarnois et Offoy. 81 élèves y sont inscrits en 2018-2019.
Le collège le plus proche est le collège Maréchal-Leclerc-de Hauteclocque à Beaucamps-le-Vieux.

## Population et société

### Démographie
L'évolution du nombre d'habitants est connue à travers les recensements de la population effectués dans la commune depuis 1793. Pour les communes de moins de 10 000 habitants, une enquête de recensement portant sur toute la population est réalisée tous les cinq ans, les populations de référence des années intermédiaires étant quant à elles estimées par interpolation ou extrapolation. Pour la commune, le premier recensement exhaustif entrant dans le cadre du nouveau dispositif a été réalisé en 2004.

En 2022, la commune comptait 385 habitants, en évolution de −4,23 % par rapport à 2016 (Somme : −1,26 %, France hors Mayotte : +2,11 %).
| 1793  | 1800 | 1806 | 1821 | 1831 | 1836 | 1841 | 1846 | 1851 |
| ----- | ---- | ---- | ---- | ---- | ---- | ---- | ---- | ---- |
| 1 130 | 326  | 346  | 402  | 408  | 422  | 449  | 486  | 466  |

| 1856 | 1861 | 1866 | 1872 | 1876 | 1881 | 1886 | 1891 | 1896 |
| ---- | ---- | ---- | ---- | ---- | ---- | ---- | ---- | ---- |
| 454  | 466  | 438  | 441  | 428  | 428  | 403  | 374  | 356  |

| 1901 | 1906 | 1911 | 1921 | 1926 | 1931 | 1936 | 1946 | 1954 |
| ---- | ---- | ---- | ---- | ---- | ---- | ---- | ---- | ---- |
| 349  | 332  | 353  | 401  | 370  | 341  | 300  | 326  | 358  |

| 1962 | 1968 | 1975 | 1982 | 1990 | 1999 | 2004 | 2006 | 2009 |
| ---- | ---- | ---- | ---- | ---- | ---- | ---- | ---- | ---- |
| 336  | 372  | 525  | 490  | 360  | 370  | 356  | 343  | 392  |

| 2014 | 2019 | 2022 | - | - | - | - | - | - |
| ---- | ---- | ---- | - | - | - | - | - | - |
| 406  | 388  | 385  | - | - | - | - | - | - |

### Manifestations culturelles et festivités
La foire du déparcage, instituée en 1498 par le roi Charles VII, avait lieu traditionnellement le premier week-end de novembre. Depuis 2017, cette foire a lieu le 1er novembre, à l'époque où les moutons quittent leur parcage dans les larris (terme picard qui désigne des pelouses sèches pentues, autrefois utilisées comme pâtures à moutons)  pour regagner les bergeries à la mauvaise saison. Il s'agit de l'une des grandes foires de l'ouest amiénois, qui était la vitrine de l'activité agricole du secteur. Avec les mutations de l'agriculture picarde, la foire a évolué pour se structurer autour du retour des moutons, vers 11 h et des expositions thématiques,.
La fanfare locale effectue ses sorties avec le renfort des formations de Beaucamps-le-Vieux et Hallencourt.

### Vie associative
L'association du village, « Le Forestel », propose des activités culturelles (chorale, expositions, concerts, spectacles). En 2016, l'association édite un livre et produit une pièce de théâtre sur la bataille de la Somme, à l'origine de la mort de plus d'un million de soldats. Le livre est un témoignage sur les soldats inscrits sur le monument aux morts de Liomer.
L'association propose également des activités auprès des scolaires.

## Économie
La commune a racheté le dernier café du village en 2014 et l'a mis en gestion afin qu'il soit ouvert tous les jours et serve de commerce de proximité, avec restauration rapide, épicerie, dépôt de pain, point pressing, vente de journaux, de tickets à gratter, salle de jeux et dépôt de gaz.

## Culture locale et patrimoine

### Lieux et monuments
- Église Saint-Pierre[49]. Elle comprend divers mobiliers liturgiques classés, dont une chaire en bois du XIXe siècle[50]
Son clocher ne comporte pas de cadran en direction de Brocourt : les habitants du village voisin n'ayant pas voulu participer au financement de la construction, ils n'ont pas eu droit à « l'heure gratuite »[51].

L'église Saint-Pierre
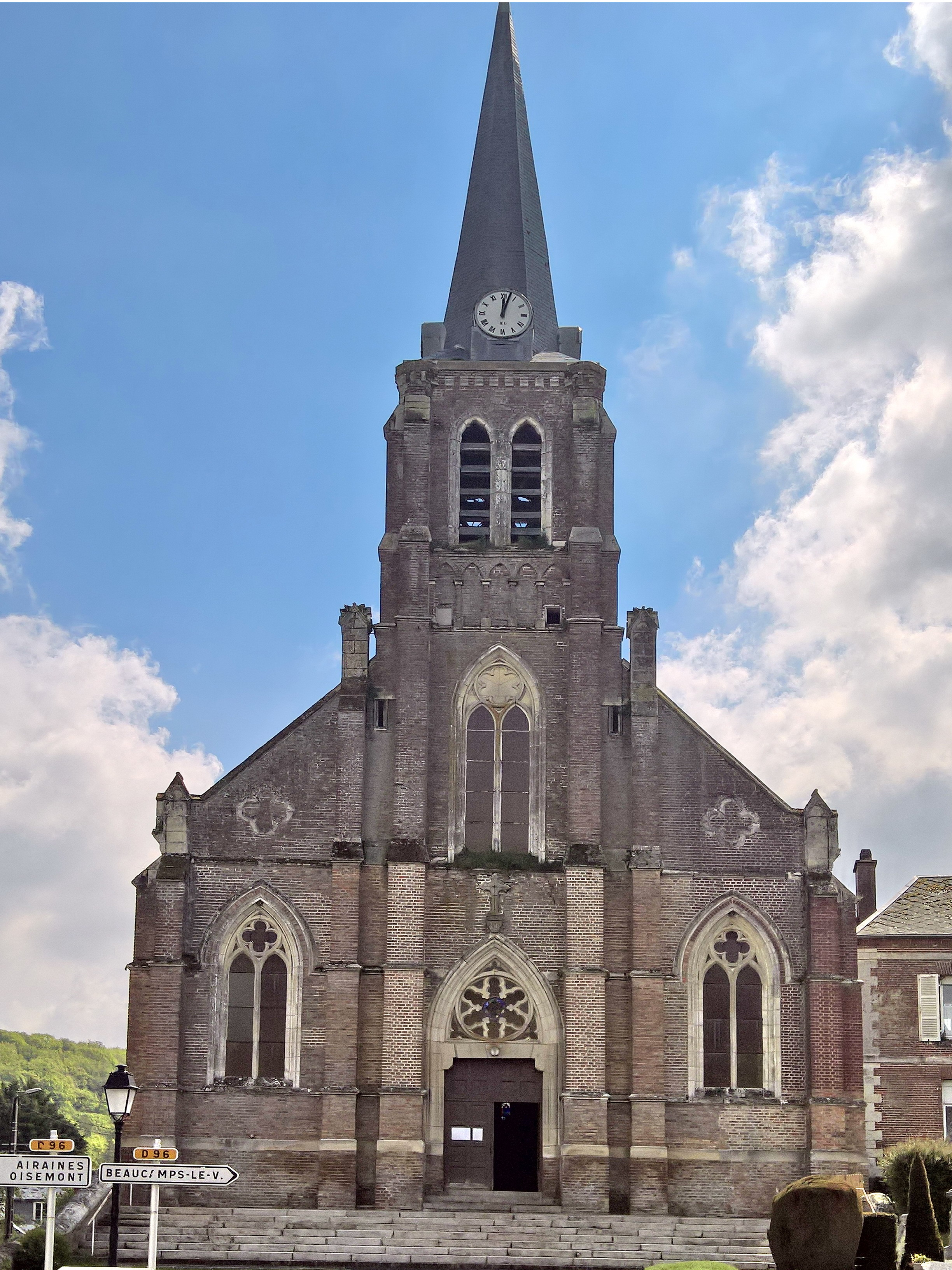
Façade
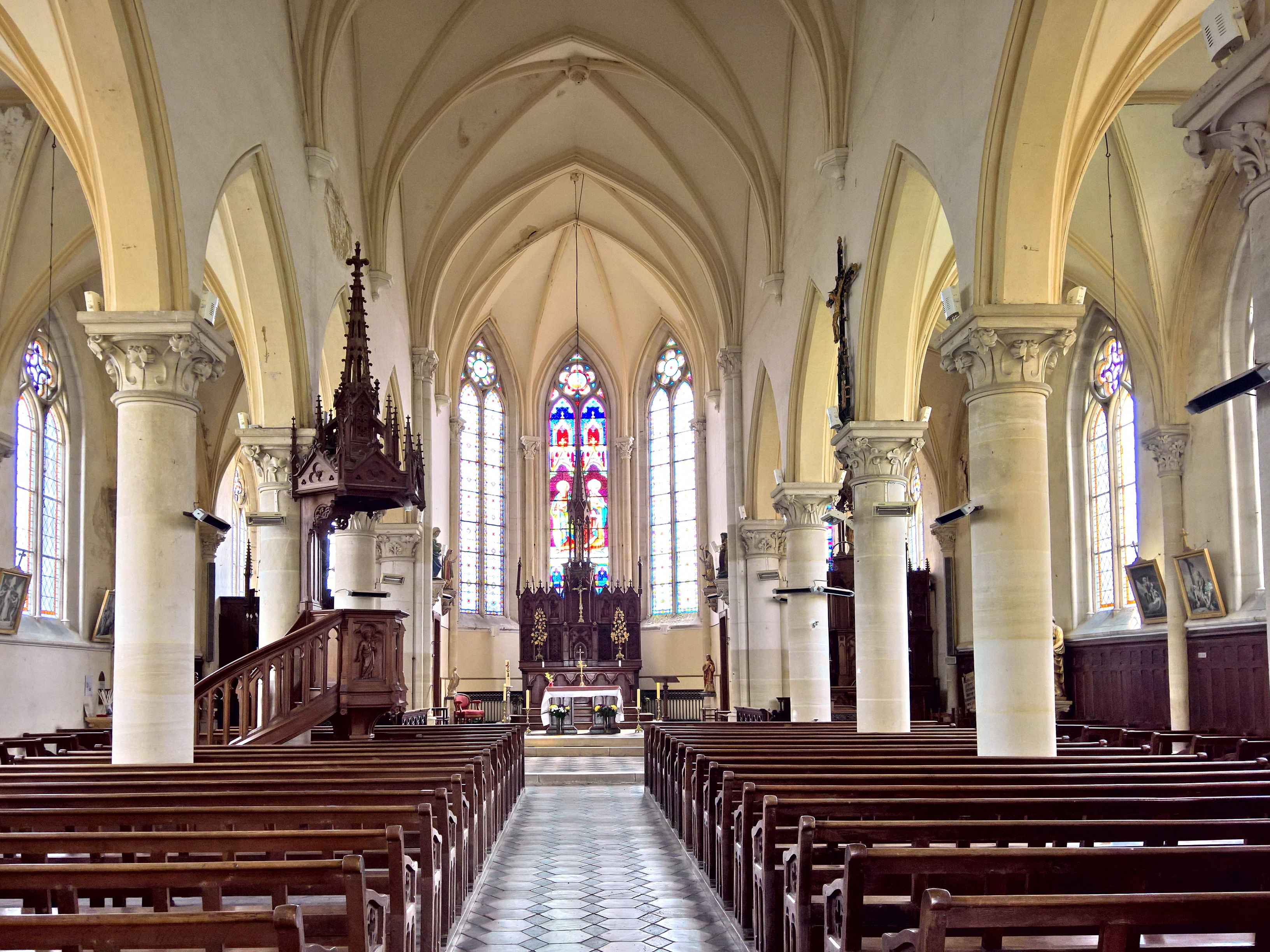
la nef et le chœur
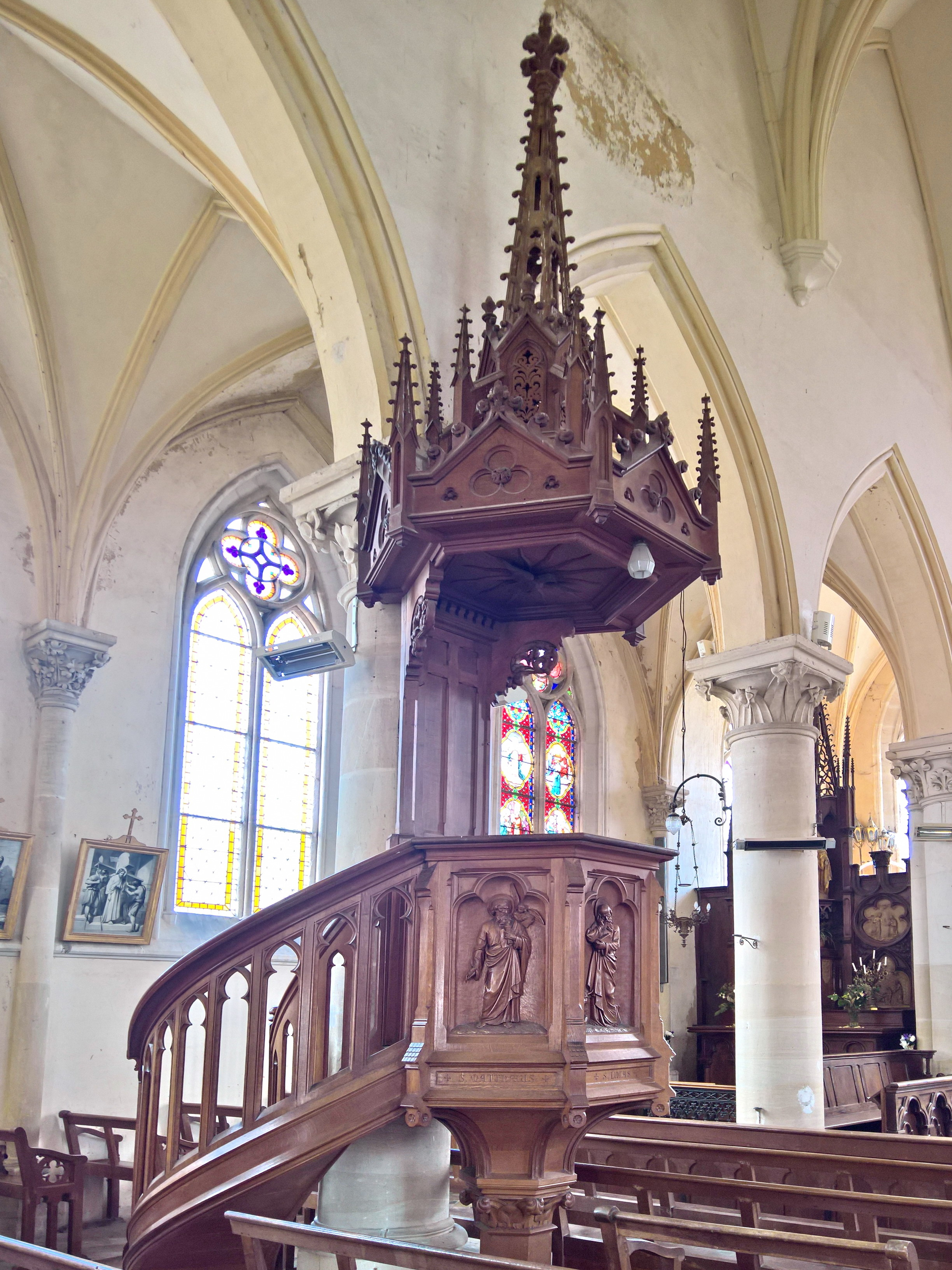
La chaire
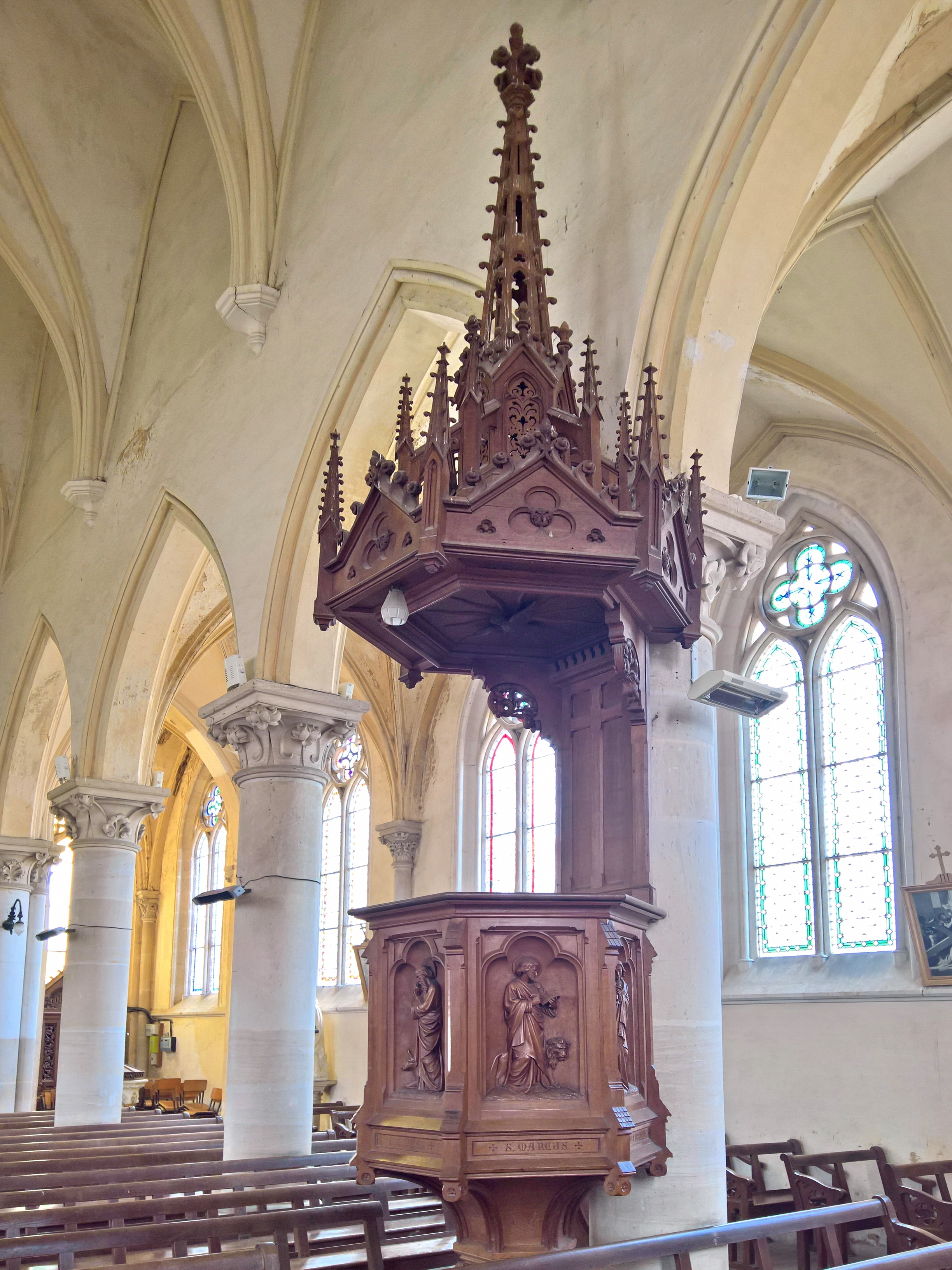
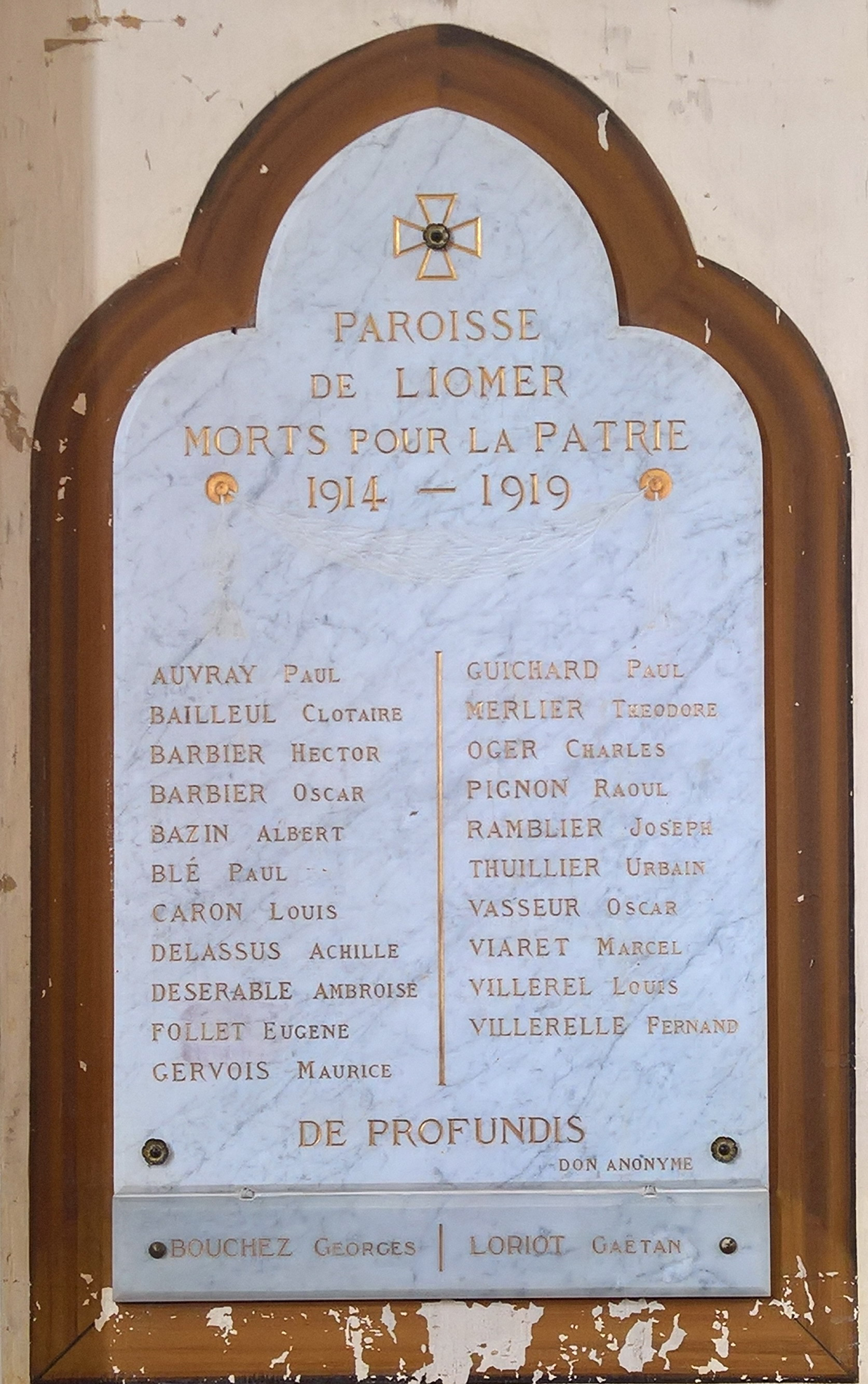
Monument aux morts de la paroisse
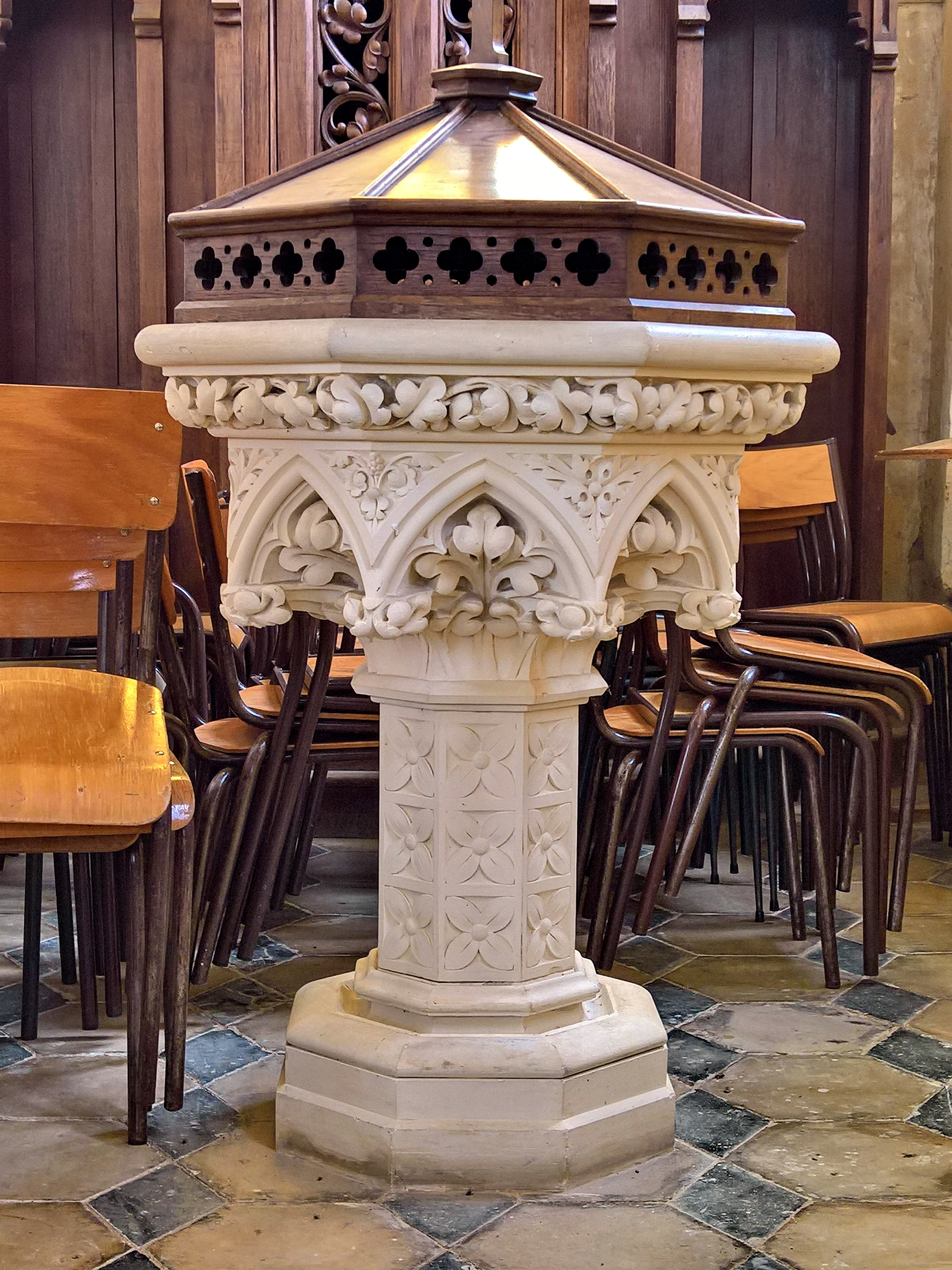
Fonts baptismaux

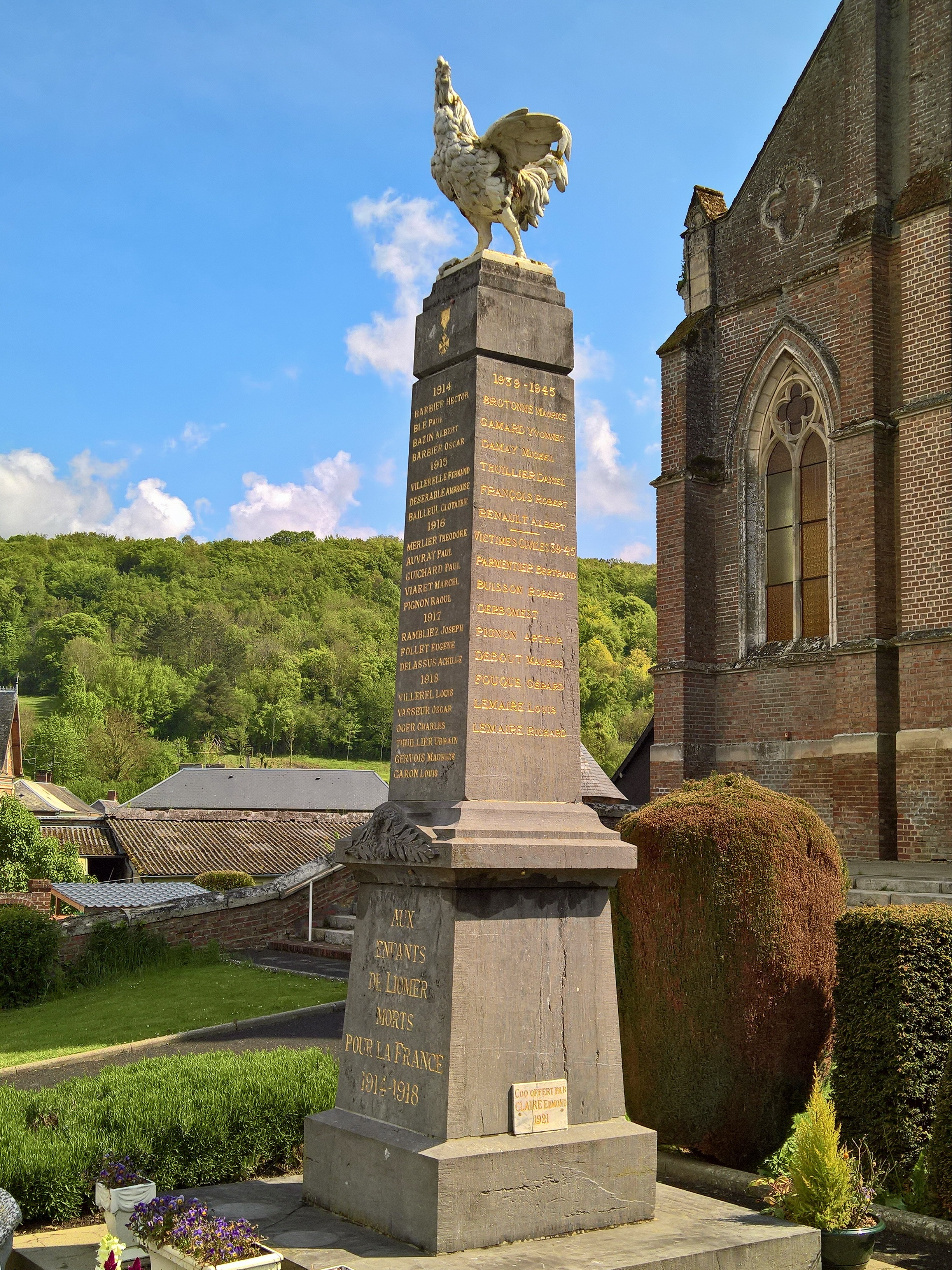
Monument aux morts et coq gaulois.

- Chapelle Notre-Dame-du-Bon-Secours[52], avec fronton et pilastres, inspirée des temples grecs[53].

- Monument aux morts

### Héraldique
